# Grenet edderkopurt
Grenet edderkopurt (Anthericum ramosum) er en 30-60 cm høj urt, der vokser på tørre bakker og kystskrænter.

## Beskrivelse
Grenet edderkopurt er en flerårig urt med en rosetdannende vækst. Bladene er græsagtige, dvs. linjeformede og flade med lang spids og hel rand. Begge sider er lyst grågrønne.
Blomstringen sker i juni-juli, hvor man ser de forgrenede, blomsterbærende stængler hæve sig op over bladrosetten. Blomsterne sidder i endestillede toppe, de er regelmæssige og har hvide kronblade, sådan at de ser stjerneagtige ud. Frugterne er kuglerunde kapsler.
Rodnettet består af en kort rodstok, som bærer en trævlet masse af tykke og dybtgående rødder.
Højde x bredde og årlig tilvækst: 0,50 x 0,25 m (50 x 25 cm/år).

## Voksested
Arten er knyttet til de tørre og varme, europæiske steppeområder. Derfor er den mest almindelig i Syd- og Sydøsteuropa, og den bliver mere og mere sjælden, jo længere mod nord og vest, man kommer. I Danmark findes den kun på nogle få, tørre bakker. Overalt er den knyttet til plantesamfundet Geranion sanguinei, som findes, hvor der er fuld sol til let skygge, neutral og humusfattig jord med et ringe næringsindhold.
Ved Neusiedler See i Burgenland, Østrig, findes den på tørre, sydvendte kalkbakker sammen med bl.a. svalerod, alpevoldtimian, blodrød storkenæb, Cornonilla coronata (en Kronvikkeart), cypresvortemælk, hvid diktam, jordstar, kantet konval, opret galtetand, pilebladet tusindstråle, skærmokseøje, stor knopurt, tidlig timian, virgilasters, ædelkortlæbe, ægte alpeviol og østrigsk gyvel.

## Indholdsstoffer
Planten indeholder steroidsaponiner.
| Portal | Portal:Botanik |

## Note
1. ↑  Martin Magnes: Übersicht über natürliche Waldgesellschaften im Neusiedler See-Gebiet (tysk)